# Graščina, Radovljica
Graščina Radovljica stoji sredi starega mestnega jedra v Radovljici in je ena njenih pomembnejših kulturno-zgodovinskih znamenitosti. 

### Zgodovina
Graščina v Radovljici zavzema skoraj četrtino razpoložljivega prostora na Linhartovem trgu, graščinski park pa je skoraj tako velik kot celoten stari del mesta. Poleg prostorskega obvladovanja, je graščina v preteklosti trg obvladovala tudi upravno in gospodarsko. Že leta 1169 je tu stala njena predhodnica, ko se jo prvič omenja v pisnih virih. O začetku nekakšne samouprave se govori že v prvi polovici 14. stoletja, a očitna je bila ortenburška vrhovna oblast, saj se Radovljica kot ortenburški trg neposredno omenja šele leta 1333. Grofje Ortenburžani so na tem mestu imeli svoj dvor, kjer so občasno bivali posamezni člani rodbine, v drugi polovici 14. stoletja pa je bila prebivališče številnih ortenburških vdov. Ko so Ortenburžani izumrli, je leta 1420 radovljiški trg prešel v roke knezov Celjskih, njihovih dedičev. V Radovljici so imeli tudi Celjani svoj dvor, v katerem naj bi Friderik II. Celjski z vsemi svojimi dvorjani prebival dve leti svojega izgnanstva. Ko so izumrli Celjani, se je za njihovo dediščino vnel srdit boj – Radovljica trikrat menja gospodarja. Celjska posadka se ni hotela vdati, zato 14. junija 1457 močna vojska s cesarjem Friderikom III. z naskokom zavzela Radovljico, ki je bila v napadu hudo požgana in poškodovana. Viri pravijo, da je bil takrat v Radovljici prvič in zadnjič kak cesar.
Tako kot celjska dediščina je v roke Habsburžanov prišla tudi Radovljica. Ti so radovljiško gospostvo dajali v najem raznim plemiških družinam. Grofje Dietrichsteini, najemniki v 16. stoletju, leta 1515 pridejo v Radovljico. Poslikava s sončno uro in grbi na pročelju nekdanje Dietrichsteinove hiše spominjajo na njihovo dobo.
Leta 1616 graščino kupijo grofje Thurn-Valsassina. Največ spomenikov se je ohranilo iz njihove dobe, in sicer na pročelju in v notranjosti same zgradbe. Nad vhodom v graščino nas poleg imenitnih štukatur na fasadi pozdravi sestavljeni grb grofov Thurn-Valsassina in Turjaških. Zgodovinska povezava Radovljice z mogočno turjaško rodbino je bila še v 19. stoletju zelo živa, kar obenem potrjuje tudi Prešernovo spreminjanje romance o Turjaški Rozamundi v Romanco od lepe Radolčanke in nazaj. Leta 2006 med obnovitvenimi deli nad vrati severne stene velike baročne dvorane odkrijejo fresko z grbom grofov Thurn-Valsassina. Dosedanje ugotovitve nakazujejo, da se grb in izgradnjo velike baročne dvorane lahko pripiše grofu Francu Antonu Thurn-Valsassina (1675-1741), ki je postal konec 17. stoletja radovljiški gospod, a je bil bolj znan kot poznejši kranjski deželni vicedom (od 1720 do smrti). Prav tako je bil ljubitelj glasbe in velik podpornik umetnosti in znanosti na Kranjskem.
Do nacionalizacije po 2. svetovni vojni je bila graščina v posesti grofov Thurn. Od leta 1840 do druge polovice 20. stoletja so bili v stavbi različni uradi.

### Notranjost
Takoj ob vstopu opazimo dvojno stopnišče. Na vrhu stopnišča nas pozdravi svetla in zračna Baročna dvorana (145m2) z razgledom na Karavanke. Ima kvadraten tloris in je na eni strani povezana s kabinetom, na drugi pa s Plesno dvorano (125m2), ki ima pravokotni tloris in leži nekoliko nižje od Baročne. Njena značilnost so velika okna in notranji atrij ter poznobaročna dekorativna stropna poslikava. V pritličju graščine je ogrevan Atrij (95m2) s portali iz zelenega tufa in pokrit s stekleno streho. Povezuje prostorno preddverje in senčno teraso na severni strani graščine.
V prvem nadstropju graščine sta nasproti dvoran dva od petih Muzejev radovljiške občine. V Čebelarskem muzeju je predstavljena bogata čebelarska tradicija Slovenije, v Mestnem muzeju pa življenje v Radovljici iz 18. stoletja. Muzeja imata skupen vhod, a trenutno oba prenavljajo. Svoj sedež v graščini ima tudi Glasbena šola Radovljica. 